# Jeugdbeweging in Nederland
In Nederland wordt onder de jeugdbeweging of nauwkeuriger de vrije jeugdbeweging verstaan: het verschijnsel dat omstreeks 1900 een "specifieke (…) jeugdbewogenheid (ontstond) die in uiterste consequentie, uit onbehagen over de maatschappelijke toestanden en verhoudingen, een verlangen inhield naar een nieuwe mens en een nieuwe gemeenschap". Deze beweging kenmerkte zich "in zijn optimale vorm (...) door een zich afgrenzen van en soms zelfs door een verzet tegen de oudere generatie en derhalve door het niet accepteren en dus ontbreken van volwassen leiders".
Een bredere definitie van "jeugdbeweging" omvat ook jeugdorganisaties die door volwassenen geleid of begeleid worden. Ger Harmsen, die in zijn dissertatie de geschiedenis van de "rode en blauwe" jeugdbeweging in Nederland heeft onderzocht hanteert in dit geval de term "jeugdzorg".

## Leeftijdsgrens
De vraag wat precies onder "jeugd" moest worden verstaan was bij het historisch onderzoek van de jeugdbeweging in Nederland in zoverre niet relevant dat de organisaties zelf leeftijdsgrenzen trokken, meestal van circa 14 tot 23 jaar. Wanneer het zwaartepunt ligt tussen 23 en (ruim) 30 jaar, spreekt Harmsen van "jongerenbeweging".

## Relatie tot (linkse) politieke jeugdorganisaties
De jongerenbewegingen die uit de jeugdbeweging voortkwamen namen vaak een politiek karakter aan. Het "gemeenschapsideaal" kon zich ontwikkelen in de richting van een nationalistische en/of volkse wereldbeschouwing, maar ook in de richting van "een humanistisch of socialistisch getinte wereldbroederschap". In Nederland waren de vrije en rode jeugdorganisaties zo nauw verweven, dat ze moeilijk te scheiden vielen. Daarom richtte het historisch onderzoek van Harmsen zich (grotendeels) op de geheelonderhouders-jeugdbeweging ("de blauwe jeugd") - als ideaaltype van de vrije zelfstandige jeugdbeweging -, maar ook op de jeugdorganisaties met een antimilitaristische en socialistische ideologie ("de rode jeugd"), die in Nederland overigens voor een deel ook geen oudere leiding had.

## Eerste vormen van vrije jeugdbeweging in Nederland

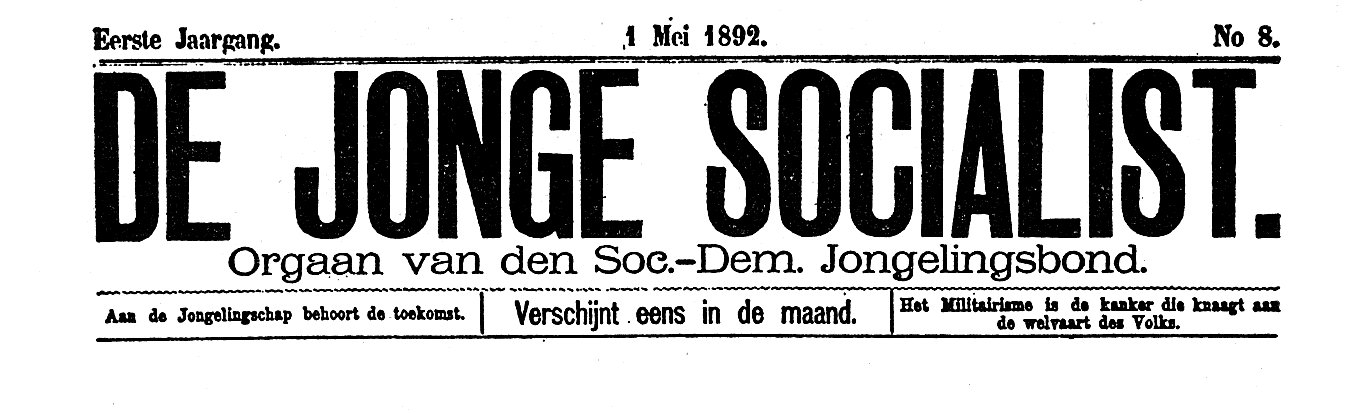
De Jonge Socialist, orgaan van de SDJB, van 1 mei 1892

De eerste groepen jongeren die zich eigenmachtig organiseerden in Nederland, in 1853, behoorden niet tot wat later de blauwe of rode jeugd zou heten. Het waren christelijke jongelingsbonden. Bekend is het Nederlandsch Jongelings Verbond (NJV). In 1885 verschijnen socialistische jongeliedenbonden op het toneel. De eerste landelijke organisatie is de Sociaal-Democratische Jongelieden Bond (SDJB). In 1898 wordt deze opgevolgd door de Socialistische Jongelieden Bond (SJB), die in 1908 wordt opgeheven. De Zaaier, opgericht in 1901, is de eerste jongeren-organisatie van de SDAP. Deze organisatie werd opgericht door volwassenen en had in de loop van haar bestaan een nauwe band met allereerst de SDAP, maar later de Sociaal-Democratische Partij (SDP), zonder haar organisatorische zelfstandigheid te verliezen. In 1920 veranderde de naam van De Zaaier in Communistische Jeugdbond (CJB).

## Kwekelingen

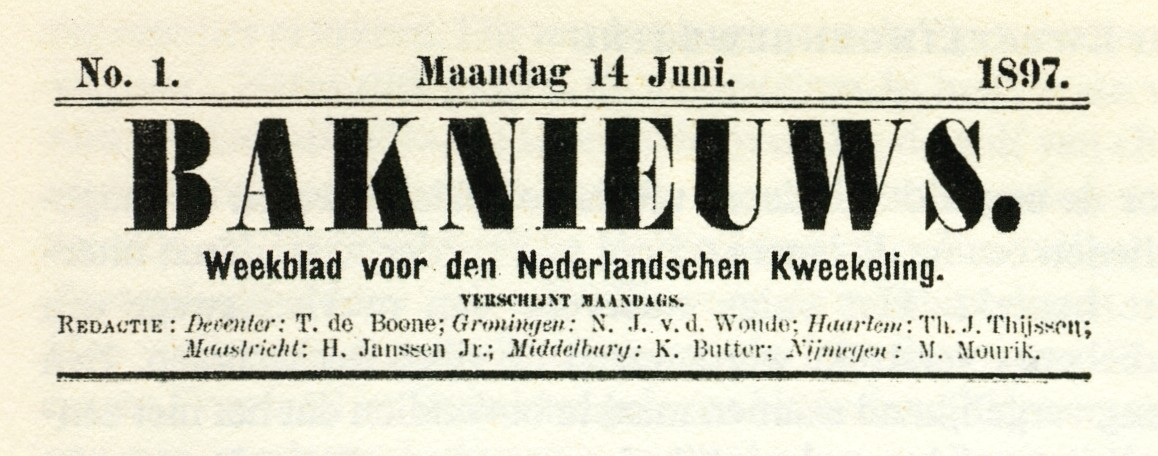
Baknieuws nr. 1, 14 juni 1897

Als het feitelijk beginpunt van de vrije jeugdbeweging in Nederland beschouwt Harmsen de verschijning op 14 juni 1897 van het eerste nummer van Baknieuws, het "Weekblad van den Nederlandschen Kweekeling". Initiatiefnemer was Theo Thijssen, een Haarlemse kwekeling.
De 'bak' was een bijnaam voor de rijkskweekscholen. Ook de naam van de 'Bakmarsch', het lijflied van de vrije jeugdbeweging, verwijst naar deze bijnaam.
De kenmerken van de vrije jeugdbeweging, die bij Baknieuws gevonden kunnen worden, zijn:
- het initiatief voor het opzetten van de organisatie - in dit geval het blad - werd geheel door jongeren genomen;
- het blad werd geheel door jongeren geleid;
- in de korte geschiedenis van Baknieuws kwam het begin van een generatieconflict aan de oppervlakte.

Baknieuws verdween voor het eind van de eeuwwisseling. Het blad werd in 1903 opgevolgd door de Kweekelingen-Bode (KB). De ontwikkeling van dit blad geeft veel duidelijker de groei van een generatieconflict te zien. Daarnaast werden rondom dit blad, dat tot 1911 heeft bestaan, veel duidelijkere initiatieven, gericht op organisatie van jongeren (in de Vereeniging van Kweekelingen en Oud-Kweekelingen) genomen. De jongeren trokken in georganiseerd verband de natuur in (te voet of op de fiets), en aan de activiteiten namen zowel jongens als meisjes deel.

## Bloeitijd van de vrije jeugdbeweging
De jaren 1918 tot 1930 kunnen als de bloeitijd van de vrije jeugdbeweging worden aangemerkt. De Nederlandse Bond van Abstinent Studerenden (NBAS) komt in 1919 tot stand uit de fusie van de Gymnasiasten Geheelonthouders Bond en de HBS-Geheelonthouders Bond. In 1920 werd de Nederlandse Jeugdbond voor Natuurstudie (NJN) opgericht.

## Einde van de vrije jeugdbeweging
Het jaar 1940 kan worden beschouwd als het laatste jaar van de jeugdbeweging in Nederland. De teruggang had zich reeds in 1930 ingezet. Na de Tweede Wereldoorlog bloeide de beweging nog kort op. Eigenlijk kan alleen de NJN (en wellicht de "afsplitsingen" daarvan) als erfgenaam van de vrije jeugdbeweging in deze tijd beschouwd worden.

## Voetnoten
1. ↑  Harmsen 1961, p. 2f
2. 1 2  Harmsen 1961, p. 2
3. ↑  Harmsen 1961, p. 3